# Tisvilde
Tisvilde – miasto w Danii, w regionie Stołecznym, w gminie Gribskov.